# Borovo (Kraljevo)
Borovo (cirill betűkkel Борово) település Szerbiában, a Raškai körzet Kraljevoi községében.

## Népesség
- 1948-ban 368 lakosa volt.
- 1953-ban 405 lakosa volt.
- 1961-ben 431 lakosa volt.
- 1971-ben 392 lakosa volt.
- 1981-ben 266 lakosa volt.
- 1991-ben 194 lakosa volt.
- 2002-ben 174 lakosa volt, akik mindannyian szerbek.